# Фантомас разбушевался
«Фантома́с разбушева́лся» (фр. Fantômas se déchaîne) — франко-итальянская приключенческая кинокомедия режиссёра Андре Юнебеля, пародия на авантюрные романы Марселя Аллена и Пьера Сувестра, а также серию фильмов о Джеймсе Бонде. Второй из трёх фильмов о Фантомасе с Жаном Маре и Луи де Фюнесом в главных ролях.
Съёмки проходили в августе-сентябре 1965 года: главным образом в Париже и Риме. Премьера во Франции состоялась 8 декабря 1965 года, а в СССР — 14 августа 1967 года в дубляже киностудии «Союзмультфильм».

## Сюжет
Комиссар Жюв получает очередное послание от Фантомаса. Злодей занимается разработкой телепатического оружия, которое даст ему власть над волей и разумом людей. Для научной работы в своей секретной лаборатории он похищает профессора Маршана.
Через некоторое время другой учёный, также занимающийся исследованиями в области гипноза, профессор Лефевр, делает доклад о своей деятельности. Журналисту Фандору и его невесте Элен приходит мысль, что профессор станет следующим объектом похищения Фантомаса. Загримировавшись под Лефевра, журналист едет в Рим вместо учёного, чтобы поймать Фантомаса.
Между тем, у комиссара Жюва свои планы поимки злодея. Комиссар тоже едет в Рим тайно, замаскировавшись под проводника поезда. Во время поездки возникают разного рода курьёзы, из-за которых в конце концов комиссара арестовывает итальянская полиция. Благодаря Фандору его быстро освобождают. На будущее они договариваются делиться планами друг с другом.
У Фандора, замаскированного под Лефевра, берут интервью журналисты. На вопрос: «Верите ли вы в летающие тарелки?» — «Лефевр» отвечает, что он уверен, что люди окружены марсианами, но те не показываются, поскольку опасаются журналистов. Настоящий профессор видит по телевизору фрагмент происходящего и, опасаясь за свою научную репутацию, выезжает в Рим. Между тем, Фантомас тоже летит в Рим, перевоплотившись в профессора. Его план состоит в том, чтобы во время заседания вызвать к телефону профессора и похитить его. Его планы отчасти сорваны, но всё же ему удаётся похитить профессора, а вместе с ним и невесту Фандора Элен с её малолетним братом. Комиссар Жюв продолжает тщетно ловить Фантомаса в Риме и, в результате, попадает в психиатрическую больницу.
Фантомас отпускает Элен, оставив её брата в качестве заложника. Элен возвращается в гостиницу нервная, ссорится с Фандором. К тому же ей пришло приглашение на костюмированный бал к маркизу де Растелли, который и есть не кто иной, как Фантомас. Комиссар и его помощник, установившие прослушивающее оборудование в её комнату, обо всём узнают и тоже идут на бал, взяв с собой сотрудников Интерпола. Но Фантомас всё предусмотрел. Все герои после некоторого сопротивления усыплены газом и доставлены в подводный замок Фантомаса.
Фантомас решает провести с Фандором, комиссаром и его помощником опыт: оживить головы, отделённые от тела. Элен в ужасе, но Фантомас предоставляет ей выбор: если Элен хочет отменить опыт, она должна будет стать любовницей и помощником Фантомаса, заменив леди Бельтам, которая исчезла.
Комиссар Жюв пускает в ход сигары-пистолеты и убивает охранников. После этого похищенные профессора, применив созданный ими телепатический излучатель, помогают героям освободиться и все вместе пытаются поймать Фантомаса прямо там. Изъян излучателя состоит в том, что дальность его действия всего лишь пятнадцать метров. Фантомас бежит, стараясь оказаться за пределами действия излучателя, за ним бросаются в погоню. Фантомас успевает сесть в свой автомобиль и уехать.
Вскоре из преследователей остаются только журналист и комиссар. На другом автомобиле им удаётся загнать Фантомаса на аэродром, где автомобиль последнего превращается в летательный аппарат и уносится в небо. Тогда Жюв и Фандор забираются в самолёт, готовящийся к взлёту. Жюв на правах полицейского приказывает пилоту преследовать автомобиль в воздухе. Преследователи почти догоняют Фантомаса, но в тот момент, когда Жюв пытается облучить злодея телепатическим излучателем, комиссар срывается в открытый люк самолёта. Фандор прыгает с парашютом, чтобы спасти Жюва, и они с комиссаром благополучно приземляются, потеряв излучатель. Фантомас, издав характерный отрывистый смешок, улетает за облака, нарисовав инверсионным следом от летающего автомобиля слово «Конец» (фр. Fin) в небесах.

## Над фильмом работали
Роли исполняют и дублируют:
| Актёр                                | Роль                                                                | Русский дубляж     |
| ------------------------------------ | ------------------------------------------------------------------- | ------------------ |
| Жан Маре                             | Фантомас / журналист Фандор / профессор Лефевр / маркиз де Растелли | Владимир Дружников |
| Луи де Фюнес                         | комиссар Жюв                                                        | Владимир Кенигсон  |
| Милен Демонжо                        | Элен                                                                | Татьяна Конюхова   |
| Жак Динам                            | инспектор Мишель Бертран                                            | Степан Бубнов      |
| Оливье де Фюнес                      | Мишу, младший брат Элен                                             |                    |
| Альбер Даньян                        | профессор Маршан                                                    |                    |
| Робер Дальбан                        | редактор газеты «Рассвет»                                           | Алексей Полевой    |
| Кристиан Тома                        | инспектор с усами                                                   | Ян Янакиев         |
| Мишель Дюплекс                       | инспектор Леон                                                      | Раднэр Муратов     |
| Доминик Зарди                        | телохранитель Фантомаса                                             |                    |
| Реймон Пельгрен (в титрах не указан) | голос Фантомаса                                                     | Владимир Дружников |

Съёмочная группа:
| Авторы сценария                               | Жан Ален, Пьер Фуко                                                                  |
| Режиссёр                                      | Андре Юнебель                                                                        |
| Вторая команда                                | Жак Беснар                                                                           |
| Ассистенты режиссёра                          | Жан-Пьер Десанья, Мишель Ланг                                                        |
| Композитор                                    | Мишель Мань                                                                          |
| Художник                                      | Макс Дуи                                                                             |
| Костюмы                                       | Мирей Лейде                                                                          |
| Оператор                                      | Раймон Лемуань                                                                       |
| Оператор-парашютист                           | Жан-Жак Дюбур                                                                        |
| Звук                                          | Рене-Кристиан Форже                                                                  |
| Монтаж                                        | Жан Фей                                                                              |
| Координатор боевых сцен и каскадёрских трюков | Клод Карлье                                                                          |
| Продюсеры                                     | Поль Кадеак, Ален Пуаре                                                              |
| Производство                                  | Production Artistique et Cinématographique, Gaumont (Франция); Victory Film (Италия) |

## Создание
Съёмки картины проходили в августе (по другим данным — в сентябре) 1965 года. На них студия выделила Юнебелю 5,5 миллиона франков (что на 2025 год составляет около 8,3 миллиона евро). Ведущими съёмочными локациями стали Париж, атомная электростанция Шинон (Эндр и Луара), Рим (вокзал Термини, Британская школа в Риме, храм Сан-Джорджо-ин-Велабро и вилла Миани близ Монте-Марио), Неаполь (вулкан Везувий) и окрестности Англии.
Все гаджеты, пользуемые Фантомасом и комиссаром Жювом, — искусственная третья рука, сигара-пистолет и летающий автомобиль, — были придуманы Луи де Фюнесом, который нередко на съёмках у Юнебеля вносил в сценарий свои идеи.
Финальная сцена, где Фандор и Жюв прыгают из самолёта и летят на парашюте, потребовала применения сложных приёмов воздушной съёмки и являет собой беспрецедентный подвиг в кинематографе, так как впервые были показаны кадры, снятые в свободном падении. Оператором выступал Жан-Жак Дюбур. Воздушные съёмки выполнялись над аэродромами Файенс и Ле-Люк в Варе с борта самолёта Alouette III. Кинокамера была прикреплена к шлему Дюбура. Жана Маре, который обычно сам исполняет все трюки, в этой сцене — требующей особого технического мастерства — заменил дублёр Жиль Деламаре. Вместо Луи де Фюнеса прыгал опытный парашютист Анри Виолен. Однако, для создания некоторых кадров Маре сам прыгнул с парашютом — впервые в возрасте 53 лет. Всего для постановки этого эпизода было выполнено около пятидесяти прыжков с парашютом, что заняло почти месяц съёмочного процесса. В фильме он длится всего две минуты. Фрагмент завершается изображением летящих главных героев с пейзажем Вара на заднем плане (включая посёлок Туррет).
Не обошлось и без инцидентов. Поначалу де Фюнес тоже лично исполнял трюки в сцене прыжка из самолёта, но в какой-то момент выпал из самолёта и приземлился на кусты роз. В результате этого происшествия актёр некоторое время провёл в больнице. По воспоминаниям Милен Демонжо, в один из съёмочных дней Маре, измученный дискомфортной маской Фантомаса, которая затвердевала и нагревалась на солнце, вспылил и на эмоциях поссорился с ней, за что впоследствии извинялся.
Быстрый спуск с вулкана, который совершает злодей на своём автомобиле, был слишком опасен для жизни каскадёра, и поэтому он двигался с небольшой скоростью. Чтобы сделать сцену более динамичной, при монтаже её ускорили.

## Показы
Премьера фильма во Франции состоялась 8 декабря 1965 года в Париже, где его посмотрели 4 163 000 человек, а в Италии — 16 февраля 1966 года в Риме. На советских киноэкранах картина появилась 14 августа 1967 года (р/у 216967) в дубляже киностудии «Союзмультфильм» и собрала аудиторию в 44,7 миллиона зрителей.
- Режиссёр дубляжа — Георгий Калитиевский
- Звукооператор — Георгий Мартынюк
- Автор русского текста — Евгений Гальперин
- Редактор — Зинаида Павлова[2]

В 2008 году комедия вышла на DVD-дисках, в 2012-м — на сервисах формата «видео по запросу», а в 2017-м — на Blu-ray.